# Saut quantique
En physique, un saut quantique est un changement brusque de l'état d'un système quantique de manière pratiquement instantanée. Cette dénomination fait allusion au constat que la nature viole en apparence un principe informel énoncé par Gottfried Wilhelm Leibniz et Isaac Newton : « Natura non facit saltum » (« La nature ne produit pas de bonds » — ou de discontinuités). Cette dénomination s'applique à plusieurs situations.

## Dans l'atome
Le saut quantique est, dans un atome, le passage d'un électron d'un état d'énergie donné à un état d'une autre énergie. Ce passage est un phénomène discontinu : le changement d'état se fait de manière instantanée. Il rentre ainsi en contradiction avec une description classique dans laquelle l'énergie serait distribuée continument. Les sauts quantiques sont la cause unique des émissions électromagnétiques, y compris la lumière, qui se font sous forme d'objets quantifiés appelés photons.
Dans les systèmes physiques réels, un saut quantique ne correspond pas à un changement important, et peut être de fait très insignifiant. Un bon exemple peut être donné à partir du modèle de Bohr de l'atome d'hydrogène, où les déplacements d'énergies observés, associés avec les différences d'énergie entre les états quantiques (sauts quantiques), couvrent un large ensemble allant du petit au grand (lorsqu'ils sont comparés avec l'énergie nécessaire pour éjecter un électron).
En 2019, une expérience a démontré que l'évolution de chaque saut effectué est continue, cohérente et déterministe.

## Réduction du paquet d'onde
Ce terme s'applique également, mais plus sporadiquement, à l'évolution aléatoire et donc non déterministe que subit un système quantique lorsqu'on réalise une mesure dessus. Les difficultés théoriques sur le déroulement de cette réduction sont connues sous le nom de problème de la mesure.

## Utilisation populaire de l'expression
Dans la langue vernaculaire, l'expression de saut quantique a pris la signification de changement abrupt, comme une promotion ou une augmentation. L'expression date de la première moitié du XXe siècle, coïncidant avec la découverte de la mécanique quantique. Les signifiants populaire et scientifique sont similaires, décrivant tous les deux un changement se produisant d'un seul coup (révolutionnaire), plutôt que graduellement (évolutif), mais diffèrent lorsqu'on considère l'amplitude du changement ou de l'avancée considérée. Cette expression (dans sa version anglaise quantum leap) fut à l'origine du nom de l'ordinateur Sinclair QL.